# راه یک‌طرفه

راه یک‌طرفه جزء نشان‌های بازدارنده یا انتظامی راهنمایی و رانندگی است. این تابلو بیانگر این است که راه یک‌طرفه است. این نشان در ایران نیز رایج است.